# Mistrovství světa ve fotbale
Mistrovství světa ve fotbale (oficiální anglický název: FIFA World Cup) je nejdůležitější mezinárodní soutěž mužských fotbalových družstev. Je organizována světovou fotbalovou konfederací FIFA. Vítěznému týmu náleží trofej pro mistra světa, která nahradila odcizenou Zlatou Niké.
Mistrovství se koná každé čtyři roky, ale příprava na něj probíhá již dříve. Přes 200 zemí soutěží o místa na mistrovství, kterých je 32 (zvýšeno z 16 v roce 1982, poté zvýšeno z 24 v roce 1998 a bude znovu zvýšeno na 48 v roce 2026). Finální turnaj hostí po dobu více než čtyř týdnů předem vybraná země, jejíž tým má kvalifikaci automaticky zajištěnou. Dříve měl zajištěnou účast i úřadující šampión, ale kvůli rostoucí popularitě fotbalu v Asii a USA FIFA od tohoto pravidla ustoupila.
V kvalifikaci na mistrovství se v historii utkalo přes 200 zemí, ale jen 13 z nich se dostalo do finále turnaje a z těch jen osm získalo titul mistrů světa. Kvůli této jedinečnosti je zisk titulu velkým snem všech fotbalových zemí.
Šest z osmi zemí, které dokázaly zvítězit na mistrovství, zvítězily alespoň jednou na turnaji ve své zemi. Jediným, komu se povedlo dosáhnout všech titulů mistra světa mimo domácí území, byla Brazílie (a také Španělsko, to však vyhrálo pouze jednou), která je ale na druhou stranu extrémně úspěšná celkově. To je také důvod proč je o pořádání této akce velký zájem. Ve většině případů předvede hostitelská země na svém turnaji velmi dobrý výkon. Naposledy to bylo možné vidět na jihokorejské reprezentaci na mistrovství v roce 2002. Je také pravidlem, že výběr hostitelské země hraje zahajovací zápas šampionátu. Prvním týmem v historii, který domácí mistrovství světa zahájil porážkou, byl Katar v roce 2022 (s Ekvádorem).
Světovým šampionátům – co se vítězů týče – vládnou Evropa a Jižní Amerika. Jihoamerický kontinent získal zásluhou Brazílie, Uruguaye a Argentiny celkem deset titulů, Evropa má po Mistrovství světa 2022 o dva tituly víc. Ostatní kontinenty zatím vyšly naprázdno. Úřadujícím šampiónem je od roku 2022 celek Argentiny.
Československá reprezentace se do historie šampionátu zapsala nejvýrazněji v letech 1934 a 1962, kdy se dostala do finále turnaje, ale v obou případech prohrála.

## Výsledky
| Rok          | Hostitel                     |                                                | Finále               | Finále                                               | Finále                                                                        |                                                  | o 3. místo                                                         | o 3. místo                                       | o 3. místo     |
| Rok          | Hostitel                     | Vítěz                                          | Skóre                | Finalista                                            | 3. místo                                                                      | Skóre                                            | 4. místo                                                           |                                                  |                |
| 1930 Detaily | Uruguay                      | Uruguay Trenér - Alberto Suppici Soupiska      | 4:2                  | Argentina Trenér - Juan Tramutola Soupiska           | USA Trenér - Bob Miller Soupiska Jugoslávie Trenér - Bosko Simonović Soupiska | nehrálo se(1)                                    |                                                                    |                                                  |                |
| 1934 Detaily | Itálie                       | Itálie Trenér - Vittorio Pozzo Soupiska        | 2:1 prodloužení      | Československo Trenér - Karel Petrů Soupiska         | Německo Trenér - Otto Nerz Soupiska                                           | 3:2                                              | Rakousko Trenér - Hugo Meisl Soupiska                              |                                                  |                |
| 1938 Detaily | Francie                      | Itálie Trenér - Vittorio Pozzo Soupiska        | 4:2                  | Maďarsko Trenér - Alfréd Schaffer Soupiska           | Brazílie Trenér - Ademar Pimente Soupiska                                     | 4:2                                              | Švédsko Trenér - József Nagy Soupiska                              |                                                  |                |
| 1942         | ----                         | NEKONALO SE(2)                                 | NEKONALO SE(2)       | NEKONALO SE(2)                                       | NEKONALO SE(2)                                                                | NEKONALO SE(2)                                   | NEKONALO SE(2)                                                     | NEKONALO SE(2)                                   | NEKONALO SE(2) |
| 1946         | ----                         | NEKONALO SE                                    | NEKONALO SE          | NEKONALO SE                                          | NEKONALO SE                                                                   | NEKONALO SE                                      | NEKONALO SE                                                        | NEKONALO SE                                      | NEKONALO SE    |
| 1950 Detaily | Brazílie                     | Uruguay Trenér - Juan López Soupiska           | 2:1                  | Brazílie Trenér - Flavio Costa Soupiska              |                                                                               | Švédsko Trenér - George Raynor (Anglie) Soupiska | nehrálo se(3)                                                      | Španělsko Trenér - Guillermo Eizaguirre Soupiska |                |
| 1954 Detaily | Švýcarsko                    | NSR Trenér - Sepp Herberger Soupiska           | 3:2                  | Maďarsko Trenér - Gusztav Šebeš Soupiska             | Rakousko Trenér - Walter Nausch Soupiska                                      | 3:1                                              | Uruguay Trenér - Juan López Soupiska                               |                                                  |                |
| 1958 Detaily | Švédsko                      | Brazílie Trenér - Vicente Feola Soupiska       | 5:2                  | Švédsko Trenér - George Raynor (Anglie) Soupiska     | Francie Trenér - Albert Batteaux Soupiska                                     | 6:3                                              | NSR Trenér - Sepp Herberger Soupiska                               |                                                  |                |
| 1962 Detaily | Chile                        | Brazílie Trenér - Aymoré Moreira Soupiska      | 3:1                  | Československo Trenér - Rudolf Vytlačil Soupiska     | Chile Trenér - Fernando Riera Soupiska                                        | 1:0                                              | Jugoslávie Trenér - Ljubomir Lovric a Prvoslav Mihajlovič Soupiska |                                                  |                |
| 1966 Detaily | Anglie                       | Anglie Trenér - Alf Ramsey Soupiska            | 4:2 prodloužení      | NSR Trenér - Helmut Schön Soupiska                   | Portugalsko Trenér - Otto Gloria (Brazílie) Soupiska                          | 2:1                                              | Sovětský svaz Trenér - Nikolaj Morozov Soupiska                    |                                                  |                |
| 1970 Detaily | Mexiko                       | Brazílie Trenér - Mário Zagallo Soupiska       | 4:1                  | Itálie Trenér - Ferruccio Valcareggi Soupiska        | NSR Trenér - Helmut Schön Soupiska                                            | 1:0                                              | Uruguay Trenér - Juan Hohberg Soupiska                             |                                                  |                |
| 1974 Detaily | Západní Německo              | NSR Trenér - Helmut Schön Soupiska             | 2:1                  | Nizozemsko Trenér - Rinus Michels Soupiska           | Polsko Trenér - Kazimierz Górski Soupiska                                     | 1:0                                              | Brazílie Trenér - Mário Zagallo Soupiska                           |                                                  |                |
| 1978 Detaily | Argentina                    | Argentina Trenér - César Luis Menotti Soupiska | 3:1 prodloužení      | Nizozemsko Trenér - Ernst Happel (Rakousko) Soupiska | Brazílie Trenér - Claudio Coutinho Soupiska                                   | 2:1                                              | Itálie Trenér - Enzo Bearzot Soupiska                              |                                                  |                |
| 1982 Detaily | Španělsko                    | Itálie Trenér - Enzo Bearzot Soupiska          | 3:1                  | NSR Trenér - Jupp Derwall Soupiska                   | Polsko Trenér - Antoni Piechniczek Soupiska                                   | 3:2                                              | Francie Trenér - Michel Hidalgo Soupiska                           |                                                  |                |
| 1986 Detaily | Mexiko                       | Argentina Trenér - Carlos Bilardo Soupiska     | 3:2                  | NSR Trenér - Franz Beckenbauer Soupiska              | Francie Trenér - Henry Michel Soupiska                                        | 4:2 prodloužení                                  | Belgie Trenér - Guy Thys Soupiska                                  |                                                  |                |
| 1990 Detaily | Itálie                       | NSR Trenér - Franz Beckenbauer Soupiska        | 1:0                  | Argentina Trenér - Carlos Bilardo Soupiska           | Itálie Trenér - Azeglio Vicini Soupiska                                       | 2:1                                              | Anglie Trenér - Bobby Robson Soupiska                              |                                                  |                |
| 1994 Detaily | USA                          | Brazílie Trenér - Carlos Parreira Soupiska     | 0:0 (3:2) na penalty | Itálie Trenér - Arrigo Sacchi Soupiska               | Švédsko Trenér - Tommy Svensson Soupiska                                      | 4:0                                              | Bulharsko Trenér - Dimitar Penev Soupiska                          |                                                  |                |
| 1998 Detaily | Francie                      | Francie Trenér - Aimé Jacquet Soupiska         | 3:0                  | Brazílie Trenér - Mário Zagallo Soupiska             | Chorvatsko Trenér - Miroslav Blažević Soupiska                                | 2:1                                              | Nizozemsko Trenér - Guus Hiddink Soupiska                          |                                                  |                |
| 2002 Detaily | Jižní Korea & Japonsko       | Brazílie Trenér - Luiz Felipe Scolari Soupiska | 2:0                  | Německo Trenér - Rudi Völler Soupiska                | Turecko Trenér - Senol Günes Soupiska                                         | 3:2                                              | Jižní Korea Trenér - Guus Hiddink Soupiska                         |                                                  |                |
| 2006 Detaily | Německo                      | Itálie Trenér - Marcello Lippi Soupiska        | 1:1 (5:3) na penalty | Francie Trenér - Raymond Domenech Soupiska           | Německo Trenér - Jürgen Klinsmann Soupiska                                    | 3:1                                              | Portugalsko Trenér - Luiz Felipe Scolari Soupiska                  |                                                  |                |
| 2010 Detaily | JAR                          | Španělsko Trenér - Vicente del Bosque Soupiska | 1:0 prodloužení      | Nizozemsko Trenér - Bert van Marwijk Soupiska        | Německo Trenér - Joachim Löw Soupiska                                         | 3:2                                              | Uruguay Trenér - Óscar Tabárez Soupiska                            |                                                  |                |
| 2014 Detaily | Brazílie                     | Německo Trenér - Joachim Löw Soupiska          | 1:0 prodloužení      | Argentina Trenér - Alejandro Sabella Soupiska        | Nizozemsko Trenér - Louis van Gaal Soupiska                                   | 3:0                                              | Brazílie Trenér - Luiz Felipe Scolari Soupiska                     |                                                  |                |
| 2018 Detaily | Rusko                        | Francie Trenér - Didier Deschamps Soupiska     | 4:2                  | Chorvatsko Trenér - Zlatko Dalić Soupiska            | Belgie Trenér - Roberto Martínez Soupiska                                     | 2:0                                              | Anglie Trenér - Gareth Southgate Soupiska                          |                                                  |                |
| 2022 Detaily | Katar                        | Argentina Trenér - Lionel Scaloni              | 3:3 (4:2) na penalty | Francie Trenér - Didier Deschamps                    | Chorvatsko Trenér - Zlatko Dalić                                              | 2:1                                              | Maroko Trenér - Walid Regragui                                     |                                                  |                |
| 2026 Detaily | Kanada Mexiko USA            |                                                |                      |                                                      |                                                                               |                                                  |                                                                    |                                                  |                |
| 2030 Detaily | Španělsko Portugalsko Maroko |                                                |                      |                                                      |                                                                               |                                                  |                                                                    |                                                  |                |
| 2034 Detaily | Saúdská Arábie               |                                                |                      |                                                      |                                                                               |                                                  |                                                                    |                                                  |                |

## Úspěchy na mistrovství světa ve fotbale
| Poř. | Mužstvo        | Zlatá medaile                    | Stříbrná medaile           | Bronzová medaile           | 4. místo             |
| ---- | -------------- | -------------------------------- | -------------------------- | -------------------------- | -------------------- |
| 1.   | Brazílie       | 5 (1958, 1962, 1970, 1994, 2002) | 2 (1950, 1998)             | 2 (1938, 1978)             | 2 (1974, 2014)       |
| 2.   | Německo        | 4 (1954, 1974, 1990, 2014)       | 4 (1966, 1982, 1986, 2002) | 4 (1934, 1970, 2006, 2010) | 1 (1958)             |
| 3.   | Itálie         | 4 (1934, 1938, 1982, 2006)       | 2 (1970, 1994)             | 1 (1990)                   | 1 (1978)             |
| 4.   | Argentina      | 3 (1978, 1986, 2022)             | 3 (1930, 1990, 2014)       | Ne                         | Ne                   |
| 5.   | Francie        | 2 (1998, 2018)                   | 2 (2006, 2022)             | 2 (1958, 1986)             | 1 (1982)             |
| 6.   | Uruguay        | 2 (1930, 1950)                   | Ne                         | Ne                         | 3 (1954, 1970, 2010) |
| 7.   | Anglie         | 1 (1966)                         | Ne                         | Ne                         | 2 (1990, 2018)       |
| 8.   | Španělsko      | 1 (2010)                         | Ne                         | Ne                         | 1 (1950)             |
| 9.   | Nizozemsko     | Ne                               | 3 (1974, 1978, 2010)       | 1 (2014)                   | 1 (1998)             |
| 10.  | Československo | Ne                               | 2 (1934, 1962)             | Ne                         | Ne                   |
| 11.  | Maďarsko       | Ne                               | 2 (1938, 1954)             | Ne                         | Ne                   |
| 12.  | Švédsko        | Ne                               | 1 (1958)                   | 2 (1950, 1994)             | 1 (1938)             |
| 13.  | Chorvatsko     | Ne                               | 1 (2018)                   | 2 (1998, 2022)             | Ne                   |
| 14.  | Polsko         | Ne                               | Ne                         | 2 (1974, 1982)             | Ne                   |
| 15.  | Belgie         | Ne                               | Ne                         | 1 (2018)                   | 1 (1986)             |
| 16.  | Portugalsko    | Ne                               | Ne                         | 1 (1966)                   | 1 (2006)             |
| 17.  | Rakousko       | Ne                               | Ne                         | 1 (1954)                   | 1 (1934)             |
| 18.  | Jugoslávie     | Ne                               | Ne                         | 1 (1930)                   | 1 (1962)             |
| 19.  | Turecko        | Ne                               | Ne                         | 1 (2002)                   | Ne                   |
| 20.  | Chile          | Ne                               | Ne                         | 1 (1962)                   | Ne                   |
| 21.  | USA            | Ne                               | Ne                         | 1 (1930)                   | Ne                   |
| 22.  | Jižní Korea    | Ne                               | Ne                         | Ne                         | 1 (2002)             |
| 23.  | Bulharsko      | Ne                               | Ne                         | Ne                         | 1 (1994)             |
| 24.  | SSSR           | Ne                               | Ne                         | Ne                         | 1 (1966)             |
| 25.  | Maroko         | Ne                               | Ne                         | Ne                         | 1 (2022)             |

## Tabulka nejlepších střelců mistrovství světa
| Poř. | Jméno             | Země      | Počet gólů | Období      |
| ---- | ----------------- | --------- | ---------- | ----------- |
| 1.   | Miroslav Klose    | Německo   | 16         | 2002 - 2014 |
| 2.   | Ronaldo           | Brazílie  | 15         | 1998 - 2006 |
| 3.   | Gerd Müller       | Německo   | 14         | 1970 - 1974 |
| 4.   | Just Fontaine     | Francie   | 13         | 1958        |
| 5.   | Lionel Messi      | Argentina | 13         | 2006 - 2022 |
| 6.   | Pelé              | Brazílie  | 12         | 1958 - 1970 |
| 7.   | Kylian Mbappé     | Francie   | 12         | 2018 - 2022 |
| 8.   | Sándor Kocsis     | Maďarsko  | 11         | 1954        |
| 9.   | Jürgen Klinsmann  | Německo   | 11         | 1990 - 1998 |
| 10.  | Thomas Müller     | Německo   | 10         | 2010 - 2022 |
| 11.  | Helmut Rahn       | Německo   | 10         | 1954 - 1958 |
| 12.  | Gary Lineker      | Anglie    | 10         | 1986 - 1990 |
| 13.  | Gabriel Batistuta | Argentina | 10         | 1994 - 2002 |
| 14.  | Grzegorz Lato     | Polsko    | 10         | 1974 - 1982 |
| 15.  | Teófilo Cubillas  | Peru      | 10         | 1970 - 1978 |

## Přehled nejlepších střelců na jednotlivých šampionátech
| Rok     | Hráč                                                                              | Země                                                         | Počet branek |
| ------- | --------------------------------------------------------------------------------- | ------------------------------------------------------------ | ------------ |
| MS 1930 | Guillermo Stábile                                                                 | (Argentina)                                                  | 8            |
| MS 1934 | Oldřich Nejedlý                                                                   | (Československo)                                             | 5            |
| MS 1938 | Leônidas da Silva                                                                 | (Brazílie)                                                   | 8            |
| MS 1950 | Ademir                                                                            | (Brazílie)                                                   | 9            |
| MS 1954 | Sándor Kocsis                                                                     | (Maďarsko)                                                   | 11           |
| MS 1958 | Just Fontaine                                                                     | (Francie)                                                    | 13           |
| MS 1962 | Flórián Albert, Valentin Ivanov, Garrincha, Vavá, Leonel Sánchez, Dražan Jerković | (Maďarsko) (SSSR) (Brazílie) (Brazílie) (Chile) (Jugoslávie) | všichni 4    |
| MS 1966 | Eusébio                                                                           | (Portugalsko)                                                | 9            |
| MS 1970 | Gerd Müller                                                                       | (Německo)                                                    | 10           |
| MS 1974 | Grzegorz Lato                                                                     | (Polsko)                                                     | 7            |
| MS 1978 | Mario Kempes                                                                      | (Argentina)                                                  | 6            |
| MS 1982 | Paolo Rossi                                                                       | (Itálie)                                                     | 6            |
| MS 1986 | Gary Lineker                                                                      | (Anglie)                                                     | 6            |
| MS 1990 | Salvatore Schillaci                                                               | (Itálie)                                                     | 6            |
| MS 1994 | Oleg Salenko, Christo Stoičkov                                                    | (Rusko) (Bulharsko)                                          | oba 6        |
| MS 1998 | Davor Šuker                                                                       | (Chorvatsko)                                                 | 6            |
| MS 2002 | Ronaldo                                                                           | (Brazílie)                                                   | 8            |
| MS 2006 | Miroslav Klose                                                                    | (Německo)                                                    | 5            |
| MS 2010 | David Villa, Diego Forlán, Thomas Müller, Wesley Sneijder                         | (Španělsko) (Uruguay) (Německo) (Nizozemsko)                 | všichni 5    |
| MS 2014 | James Rodríguez                                                                   | (Kolumbie)                                                   | 6            |
| MS 2018 | Harry Kane                                                                        | (Anglie)                                                     | 6            |
| MS 2022 | Kylian Mbappé                                                                     | (Francie)                                                    | 8            |

## Nejlepší hráč mistrovství
Od roku 1982 FIFA (respektive její technická komise) vyhlašuje nejlepšího hráče mistrovství. Ten dostane tzv. Zlatý míč, druhý nejlepší hráč pak Stříbrný míč a třetí Bronzový míč. Aby nebyli poškozeni fotbalisté z éry před vznikem ankety, vyhlásila FIFA vítěze i zpětně, za minulé ročníky. Ocenění se tak dočkali i dva českoslovenští fotbalisté - Oldřich Nejedlý získal bronzový míč za šampionát v Itálii roku 1934 a Josef Masopust Stříbrný míč za Chile 1962.
| MS      | Zlatý míč           | Stříbrný míč            | Bronzový míč          |
| ------- | ------------------- | ----------------------- | --------------------- |
| MS 1930 | José Nasazzi        | Guillermo Stábile       | José Andrade          |
| MS 1934 | Giuseppe Meazza     | Matthias Sindelar       | Oldřich Nejedlý       |
| MS 1938 | Leônidas da Silva   | Silvio Piola            | György Sárosi         |
| MS 1950 | Zizinho             | Juan Alberto Schiaffino | Ademir                |
| MS 1954 | Ferenc Puskás       | Sándor Kocsis           | Fritz Walter          |
| MS 1958 | Didi                | Pelé                    | Just Fontaine         |
| MS 1962 | Garrincha           | Josef Masopust          | Leonel Sánchez        |
| MS 1966 | Bobby Charlton      | Bobby Moore             | Eusébio               |
| MS 1970 | Pelé                | Gérson                  | Gerd Müller           |
| MS 1974 | Johan Cruijff       | Franz Beckenbauer       | Kazimierz Deyna       |
| MS 1978 | Mario Kempes        | Paolo Rossi             | Dirceu                |
| MS 1982 | Paolo Rossi         | Falcão                  | Karl-Heinz Rummenigge |
| MS 1986 | Diego Maradona      | Harald Schumacher       | Preben Elkjær Larsen  |
| MS 1990 | Salvatore Schillaci | Lothar Matthäus         | Diego Maradona        |
| MS 1994 | Romário             | Roberto Baggio          | Christo Stoičkov      |
| MS 1998 | Ronaldo             | Davor Šuker             | Lilian Thuram         |
| MS 2002 | Oliver Kahn         | Ronaldo                 | Hong Mjong-po         |
| MS 2006 | Zinédine Zidane     | Fabio Cannavaro         | Andrea Pirlo          |
| MS 2010 | Diego Forlán        | Wesley Sneijder         | David Villa           |
| MS 2014 | Lionel Messi        | Thomas Müller           | Arjen Robben          |
| MS 2018 | Luka Modrić         | Eden Hazard             | Antoine Griezmann     |
| MS 2022 | Lionel Messi        | Kylian Mbappé           | Luka Modrić           |

## All-stars
Spolu s nejlepšími hráči FIFA vyhlašuje i ideální tým mistrovství, tzv. all-stars tým.
| Mistrovství               | Brankář                                       | Obránci                                                                                                 | Záložníci                                                                                                | Útočníci                                                                       | Trenér             |
| ------------------------- | --------------------------------------------- | --- | --- | ------------------------------------------------------------------------------ | ------------------ |
| Uruguay 1930              | Enrique Ballestrero                           | José Nasazzi Milutin Ivković                                                                            | Luis Monti Álvaro Gestido José Andrade                                                                   | Pedro Cea Héctor Castro Héctor Scarone Guillermo Stábile Bert Patenaude        | N/A                |
| Itálie 1934               | Ricardo Zamora                                | Jacinto Quincoces Eraldo Monzeglio                                                                      | Luis Monti Attilio Ferraris Leonardo Cilaurren                                                           | Giuseppe Meazza Raimundo Orsi Enrique Guaita Matthias Sindelar Oldřich Nejedlý | N/A                |
| Francie 1938              | František Plánička                            | Pietro Rava Alfredo Foni Domingos da Guia                                                               | Michele Andreolo Ugo Locatelli                                                                           | Silvio Piola Gino Colaussi György Sárosi Gyula Zsengellér Leônidas             | N/A                |
| Brazílie 1950             | Roque Máspoli                                 | Erik Nilsson José Parra Víctor Rodríguez Andrade                                                        | Obdulio Varela Bauer Alcides Ghiggia Jair                                                                | Zizinho Ademir Juan Alberto Schiaffino                                         | N/A                |
| Švýcarsko 1954            | Gyula Grosics                                 | Ernst Ocwirk Djalma Santos José Santamaría                                                              | Fritz Walter József Bozsik Nándor Hidegkuti Zoltán Czibor                                                | Helmut Rahn Ferenc Puskás Sándor Kocsis                                        | N/A                |
| Švédsko 1958              | Harry Gregg                                   | Djalma Santos Bellini Nílton Santos                                                                     | Danny Blanchflower Didi Gunnar Gren Raymond Kopa                                                         | Pelé Garrincha Just Fontaine                                                   | N/A                |
| Chile 1962                | Viliam Schrojf                                | Djalma Santos Cesare Maldini Valerij Voronin Karl-Heinz Schnellinger                                    | Mário Zagallo Zito Josef Masopust                                                                        | Vavá Garrincha Leonel Sánchez                                                  | N/A                |
| Anglie 1966               | Gordon Banks                                  | George Cohen Bobby Moore Vicente Lucas Silvio Marzolini                                                 | Franz Beckenbauer Mário Coluna Bobby Charlton                                                            | Flórián Albert Uwe Seeler Eusébio                                              | N/A                |
| Mexiko 1970               | Ladislao Mazurkiewicz                         | Carlos Alberto Torres Atilio Ancheta Franz Beckenbauer Giacinto Facchetti                               | Gérson Roberto Rivelino Bobby Charlton                                                                   | Pelé Gerd Müller Jairzinho                                                     | N/A                |
| NSR 1974                  | Sepp Maier                                    | Berti Vogts Ruud Krol Franz Beckenbauer Paul Breitner Elías Figueroa                                    | Wolfgang Overath Kazimierz Deyna Johan Neeskens                                                          | Rob Rensenbrink Johan Cruijff Grzegorz Lato                                    | N/A                |
| Argentina 1978            | Ubaldo Fillol                                 | Berti Vogts Ruud Krol Daniel Passarella Alberto Tarantini                                               | Dirceu Teófilo Cubillas Rob Rensenbrink                                                                  | Roberto Bettega Paolo Rossi Mario Kempes                                       | N/A                |
| Španělsko 1982            | Dino Zoff                                     | Luizinho Júnior Claudio Gentile Fulvio Collovati                                                        | Zbigniew Boniek Falcão Michel Platini Zico                                                               | Paolo Rossi Karl-Heinz Rummenigge                                              | N/A                |
| Mexiko 1986               | Jean-Marie Pfaff                              | Josimar Manuel Amoros Júlio César                                                                       | Jan Ceulemans Jean Tigana Michel Platini Diego Maradona                                                  | Preben Elkjær Larsen Emilio Butragueño Gary Lineker                            | N/A                |
| Itálie 1990               | Sergio Goycochea Luis Gabelo Conejo           | Andreas Brehme Paolo Maldini Franco Baresi                                                              | Diego Maradona Lothar Matthäus Dragan Stojković Paul Gascoigne                                           | Salvatore Schillaci Roger Milla Jürgen Klinsmann                               | N/A                |
| USA 1994                  | Michel Preud'homme                            | Jorginho Márcio Santos Paolo Maldini                                                                    | Dunga Krasimir Balakov Gheorghe Hagi Tomas Brolin                                                        | Romário Christo Stoičkov Roberto Baggio                                        | N/A                |
| Francie 1998              | Fabien Barthez José Luis Chilavert            | Roberto Carlos Marcel Desailly Lilian Thuram Frank de Boer Carlos Gamarra                               | Dunga Rivaldo Michael Laudrup Zinédine Zidane Edgar Davids                                               | Ronaldo Davor Šuker Brian Laudrup Dennis Bergkamp                              | N/A                |
| Jižní Korea/Japonsko 2002 | Oliver Kahn Rüştü Reçber                      | Roberto Carlos Sol Campbell Fernando Hierro Hong Mjong-po Alpay Özalan                                  | Rivaldo Ronaldinho Michael Ballack Claudio Reyna Ju Sang-čchol                                           | Ronaldo Miroslav Klose El Hadji Diouf Hasan Şaş                                | N/A                |
| Německo 2006              | Gianluigi Buffon Jens Lehmann Ricardo Pereira | Roberto Ayala John Terry Lilian Thuram Philipp Lahm Fabio Cannavaro Gianluca Zambrotta Ricardo Carvalho | Zé Roberto Patrick Vieira Zinédine Zidane Michael Ballack Andrea Pirlo Gennaro Gattuso Luís Figo Maniche | Hernán Crespo Thierry Henry Miroslav Klose Luca Toni Francesco Totti           | N/A                |
| Jižní Afrika 2010         | Iker Casillas                                 | Philipp Lahm Sergio Ramos Carles Puyol Maicon                                                           | Andrés Iniesta Bastian Schweinsteiger Wesley Sneijder Xavi                                               | David Villa Diego Forlán                                                       | Vicente del Bosque |
| Brazílie 2014             | Manuel Neuer                                  | Marcos Rojo Mats Hummels David Luiz Philipp Lahm                                                        | Bastian Schweinsteiger Toni Kroos James Rodríguez                                                        | Arjen Robben Lionel Messi Thomas Müller                                        | Joachim Löw        |
| Rusko 2018                | Thibaut Courtois                              | Andreas Granqvist Raphaël Varane Yerry Mina Thiago Silva                                                | Luka Modrić Philippe Coutinho Děnis Čeryšev                                                              | Harry Kane Antoine Griezmann Eden Hazard                                       | Didier Deschamps   |
| Katar 2022                |                                               | | |                                                                                |                    |

## Maskoti mistrovství světa
Maskoti mistrovství světa jsou vyhlašováni od roku 1966:
- 1966  Anglie – lev Willie
- 1970  Mexiko – postavička Juanito
- 1974  Německo – postavičky Tip a Tap
- 1978  Argentina – postavička Gauchito
- 1982  Španělsko – pomeranč Naranjito
- 1986  Mexiko – postavička Pique
- 1990  Itálie – panáček Ciao
- 1994  USA – pes Stryker
- 1998  Francie – galský kohout Footix
- 2002  Japonsko,  Jižní Korea – figurky Ant, Kaz a Nik
- 2006  Německo – lev Goleo VI a míč Pille
- 2010  Jižní Afrika – leopard Zakumi
- 2014  Brazílie – pásovec Fuleco
- 2018  Rusko – vlk Zabivaka
- 2022  Katar – chlapec La’eeb[6]